# Alchemilla asteroantha
Alchemilla asteroantha es una especie de planta del género Alchemilla, perteneciente a la familia Rosaceae.

## Taxonomía
Alchemilla asteroantha fue descrita por Rothm. en 1938.

## Distribución
Se encuentra en el territorio de Bulgaria y Rumania.